# Historia natural de la enfermedad
La evolución subclínica y clínica de la enfermedad es la evolución de un  proceso patológico sin intervención médica. Representa el curso de acontecimientos biológicos entre la acción secuencial de las causas componentes (etiología) hasta que se desarrolla la enfermedad y ocurre el desenlace (curación, paso a cronicidad o muerte).
El interés que tiene la medicina por conocer la evolución natural de cada enfermedad es descubrir las diferentes etapas y componentes del proceso patológico, para intervenir lo más temprano posible y cambiar el curso de la enfermedad, con el objetivo de evitar el deterioro de la salud.
Hay dos perspectivas complementarias para caracterizar la historia natural de la enfermedad: la del médico de cabecera, que mediante la historia clínica registra todo el proceso de cada paciente, y puede determinar tanto que hay un nuevo problema de salud, como sus peculiaridades; es una visión individualizada. La del epidemiólogo, que mediante los múltiples registros sanitarios que maneja, y el apoyo de la bioestadística puede descubrir una nueva enfermedad y su evolución; es una visión poblacional. 

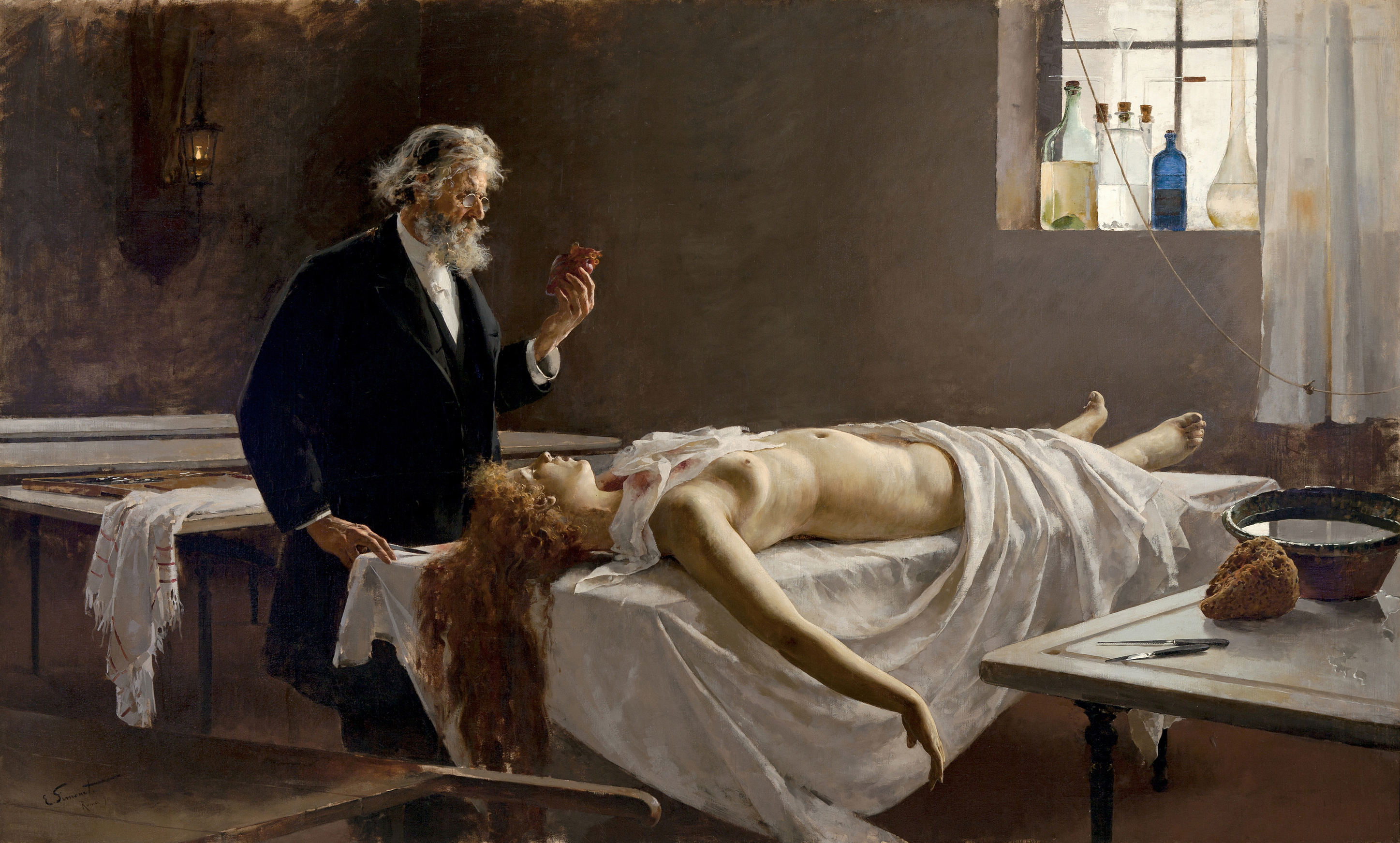
Anatomía del corazón (1890) de Enrique Simonet.

## Etapas de las enfermedades

### Período prepatogénico
En esta fase se inicia la enfermedad, pero el ser vivo no presenta manifestaciones clínicas, ni cambios celulares, tisulares u orgánicos. Está conformado por las condiciones del huésped, el agente y el medio ambiente.

### Período patogénico
Es la etapa en la que hay cambios celulares, tisulares u orgánicos, pero el paciente aún no percibe síntomas o signos de enfermedad, es una fase subclínica.
Se subdivide en dos etapas:

#### Período de incubación y de latencia
En las enfermedades transmisibles se habla de Período de incubación, ya que los microorganismos se están multiplicando y produciendo toxinas, es de rápida evolución, puede durar horas o días (ejemplo: gripe). 
Sin embargo, en las enfermedades de tipo degenerativo se habla de Período de latencia, por su lenta evolución, que puede durar meses o años, o enfermedades crónicas (ejemplo: artrosis, demencia senil, etc.)

#### Período clínico

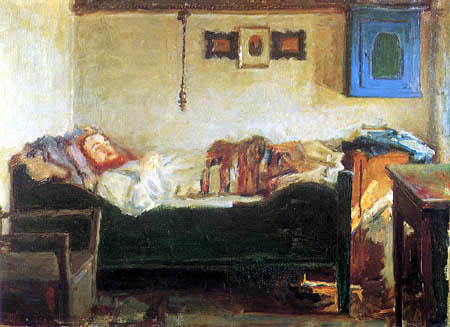
"Christian Bindslev está enfermo" (1889) óleo de Viggo Johansen.

Es cuando el ser vivo presenta síntomas o signos clínicos. Es decir, cuando se manifiesta clínicamente la enfermedad, y el afectado demanda ayuda sanitaria. Pero si el proceso patológico siguiera evolucionando de manera espontánea, sin intervención médica, tendría un desenlace que podría ser la curación, la incapacidad (secuelas) o la muerte. A su vez tiene 3 períodos:
1. Prodrómico: aparecen los primeros signos o síntomas, que indica el inicio clínico de una enfermedad.[3][4]
2. Clínico: aparecen los síntomas y signos específicos, lo que permite determinar la patología que afecta al huésped y a su vez el tratamiento a aplicar para curar al paciente y evitar secuelas.
3. De resolución:	es la etapa final. La enfermedad desaparece, se vuelve crónica o el paciente fallece.

## Tipos de prevención
La medicina ha desarrollado diferentes actuaciones sanitarias para diagnosticar, prevenir, tratar y rehabilitar el curso natural de las enfermedades, cambiando artificialmente su evolución con el objetivo de curar, mitigar las secuelas, e intentar evitar la muerte del paciente. 
| Tipos de prevención | Tipos de prevención | Tipos de prevención | Visión del médico                                             | Visión del médico                                            |
| Tipos de prevención | Tipos de prevención | Tipos de prevención | Enfermedad                                                    |                                                              |
| Tipos de prevención | Tipos de prevención | Tipos de prevención | ausente                                                       | presente                                                     |
| Visión del paciente | Enfermar            | ausente             | Prevención primaria (enfermar ausente enfermedad ausente)     | Prevención secundaria (enfermar ausente enfermedad presente) |
| Visión del paciente | Enfermar            | presente            | Prevención cuaternaria (enfermar presente enfermedad ausente) | Prevención terciaria (enfermar presente enfermedad presente) |

### Prevención primaria
Son un conjunto de actividades sanitarias que se realizan tanto por la comunidad o los gobiernos como por el personal sanitario antes de que aparezca una determinada enfermedad. Comprende:
1. La promoción de la salud, que es el fomento y defensa de la salud de la población mediante acciones que inciden sobre los individuos de una comunidad, como por ejemplo las campañas antitabaco para prevenir el cáncer de pulmón y otras enfermedades asociadas al tabaco.
2. La protección específica de la salud como por ejemplo la sanidad ambiental y la higiene alimentaria. Las actividades de promoción y protección de la salud que inciden sobre el medio ambiente no las ejecuta el personal médico ni de enfermería, sino otros profesionales de la salud pública, mientras que la vacunación sí son llevadas a cabo por personal médico y de enfermería.
3. La quimioprofilaxis, que consiste en la administración de fármacos para prevenir enfermedades como por ejemplo la administración de estrógenos en mujeres menopáusicas para prevenir la osteoporosis.

Según la OMS, uno de los instrumentos de la promoción de la salud y de la acción preventiva es la educación para la salud, que aborda además de la transmisión de la información, el fomento de la motivación, las habilidades personales y la autoestima, necesarias para adoptar medidas destinadas a mejorar la salud. La educación para la salud incluye no sólo la información relativa a las condiciones sociales, económicas y ambientales subyacentes que influyen en la salud, sino también la que se refiere a los factores y comportamientos de riesgo, además del uso del sistema de asistencia sanitario.

### Prevención secundaria
También se denomina diagnóstico precoz, cribado, o screening. Un programa de detección precoz es un programa epidemiológico de aplicación sistemática o universal, para detectar en una población determinada y asintomática, una enfermedad grave en fase inicial o precoz, con el objetivo de disminuir la tasa de mortalidad y puede estar asociada a un tratamiento eficaz o curativo.
La prevención secundaria se basa en los cribados poblacionales y para aplicar estos han de darse unas condiciones predeterminadas definidas en 1975 por Frame y Carslon para justificar el cribado de una patología. 
1. Que la enfermedad represente un problema de salud importante con un marcado efecto en la calidad y duración del tiempo de vida.
2. Que la enfermedad tenga una etapa inicial asintomática prolongada y se conozca su historia natural.
3. Que se disponga de un tratamiento eficaz y aceptado por la población en caso de encontrar la enfermedad en estado inicial.
4. Que se disponga de una prueba de cribado rápida, segura, fácil de realizar, con alta sensibilidad, especificidad, alto valor predictivo positivo, y bien aceptada por médicos y pacientes.
5. Que la prueba de cribado tenga una buena relación coste-efectividad.
6. Que la detección precoz de la enfermedad y su tratamiento en el periodo asintomático disminuya la morbilidad y mortalidad global o cada una de ellas por separado.

### Prevención terciaria

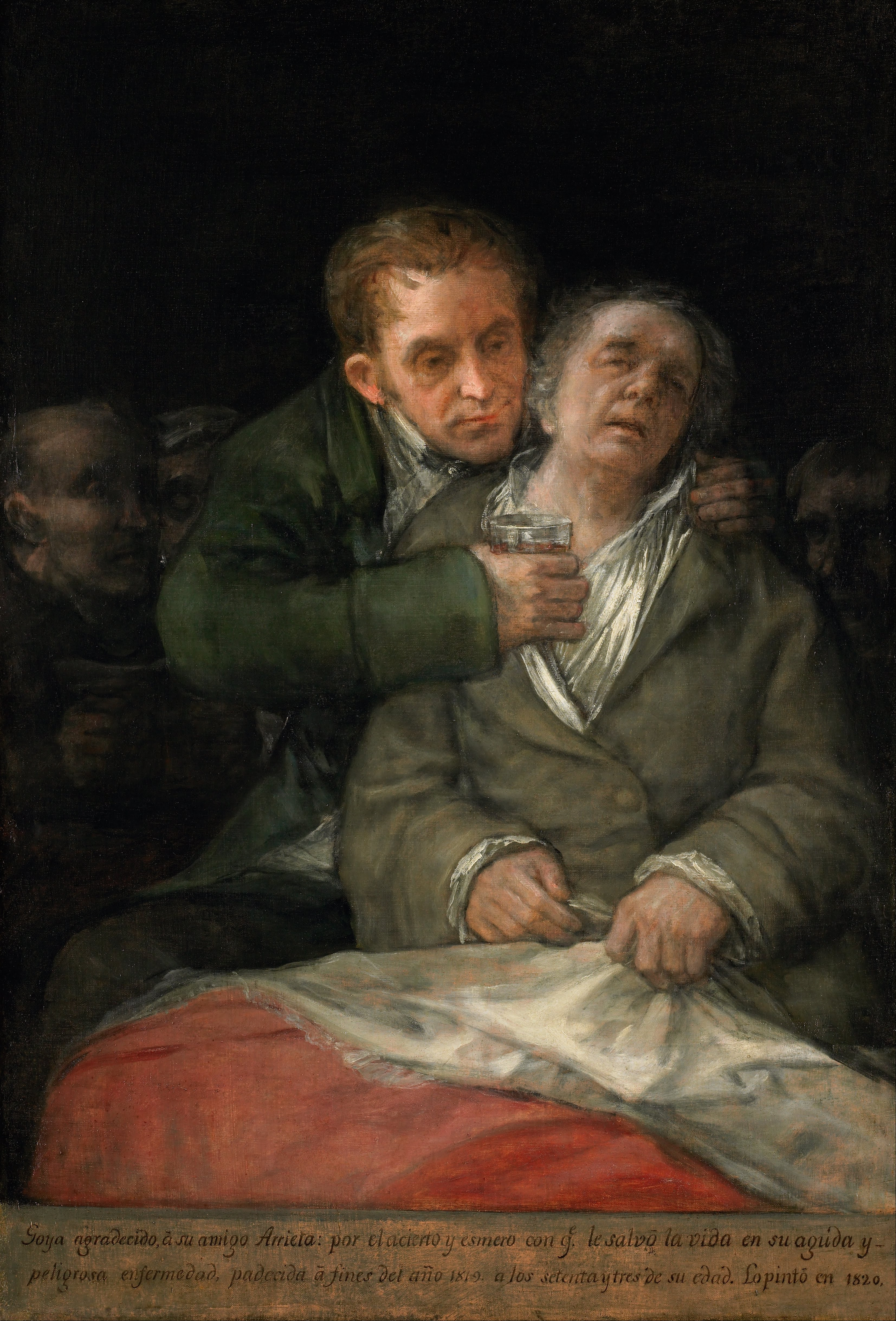
"Goya atendido por Arrieta" (1820) óleo de Francisco de Goya.

Es el restablecimiento de la salud una vez que ha aparecido la enfermedad. Es aplicar un tratamiento para intentar curar o paliar una enfermedad o unos síntomas determinados. El restablecimiento de la salud se realiza tanto en atención primaria como en atención hospitalaria.
También se encuentra dentro de Prevención terciaria cuando un individuo, con base en las experiencias, por haber sufrido anteriormente una enfermedad o contagio, evita las causas iniciales de aquella enfermedad, en otras palabras evita un nuevo contagio basado en las experiencias previamente adquiridas.

### Prevención cuaternaria
La prevención cuaternaria es el conjunto de actividades sanitarias que atenúan o evitan
las consecuencias de las intervenciones innecesarias o excesivas del sistema sanitario.
Son «las acciones que se toman para identificar a los pacientes en riesgo de sobretratamiento, para protegerlos de nuevas intervenciones médicas y para sugerirles alternativas éticamente aceptables». Concepto acuñado por el médico general belga Marc Jamoulle y recogido en el Diccionario de medicina general y de familia de la WONCA.